# Kirchhain
Kirchhain is een plaats in de Duitse deelstaat Hessen, gelegen in de Landkreis Marburg-Biedenkopf. De stad telt 16.239 inwoners.

## Geografie
Kirchhain heeft een oppervlakte van 90,92 km² en ligt in het centrum van Duitsland, iets ten westen van het geografisch middelpunt.

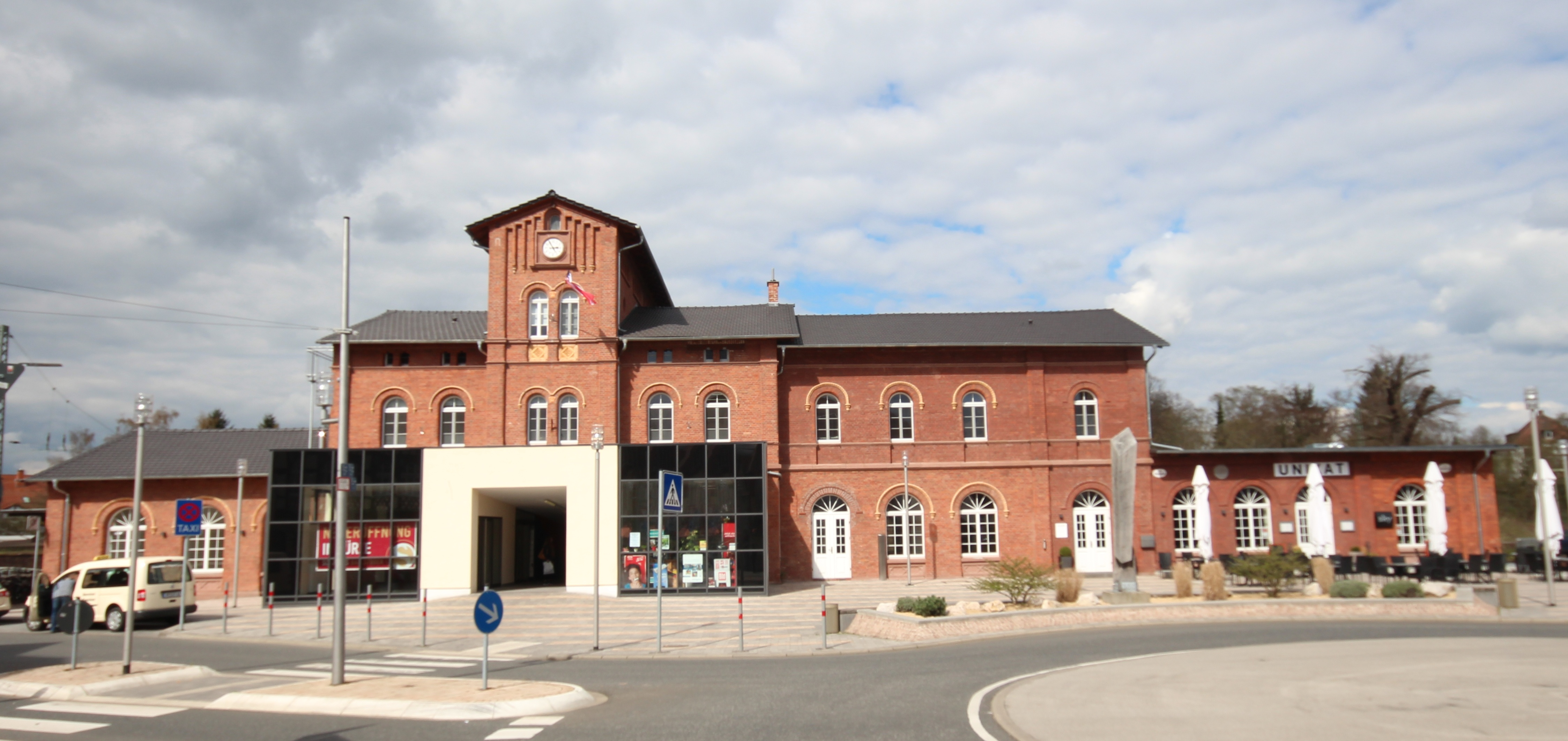
Station

Kirchhain is per trein vanuit Kassel te bereiken.

## Stadsdelen
- Anzefahr
- Betziesdorf
- Burgholz
- Emsdorf
- Großseelheim
- Himmelsberg
- Kleinseelheim
- Langenstein
- Niederwald
- Schönbach
- Sindersfeld
- Stausebach

Amöneburg ·
Angelburg ·
Bad Endbach ·
Biedenkopf ·
Breidenbach ·
Cölbe ·
Dautphetal ·
Ebsdorfergrund ·
Fronhausen ·
Gladenbach ·
Kirchhain ·
Lahntal ·
Lohra ·
Marburg ·
Münchhausen ·
Neustadt (Hessen) ·
Rauschenberg ·
Stadtallendorf ·
Steffenberg ·
Weimar (Lahn) ·
Wetter (Hessen) ·
Wohratal